# Thompsonia chuni
Thompsonia chuni är en kräftdjursart. Thompsonia chuni ingår i släktet Thompsonia och familjen Thompsoniidae. Inga underarter finns listade i Catalogue of Life.